# Bolitobius formosus
Bolitobius formosus är en skalbaggsart som först beskrevs av Johann Ludwig Christian Gravenhorst 1806.  Bolitobius formosus ingår i släktet Bolitobius, och familjen kortvingar. Arten har ej påträffats i Sverige.